# Giải đua ô tô Công thức 1 Canada
Giải đua ô tô Công thức 1 Canada (tiếng Pháp: Grand Prix de Canada) là một chặng đua Công thức 1 diễn ra hàng năm tại Trường đua Gilles Villeneuve ở Montréal kể từ năm 1961. Chặng đua này là một phần của Giải đua xe Công thức 1 kể từ năm 1967. Chặng đua này lần đầu tiên được tổ chức tại Mosport Park ở Bowmanville, Ontario, như một sự kiện đua xe thể thao trước khi được tổ chức xen kẽ giữa Mosport và Trường đua Mont-Tremblant, Québec, sau khi Công thức 1 tiếp quản sự kiện này. Sau năm 1971, những lo ngại về an toàn đã khiến Giải đua ô tô Công thức 1 Canada phải chuyển vĩnh viễn đến Mosport. Năm 1978, sau những lo ngại về an toàn tương tự tại Mosport, Giải đua ô tô Công thức 1 Canada đã chuyển đến địa điểm hiện tại là Trường đua Gilles Villeneuve trên đảo Notre Dame ở Montréal, Québec.
Vào năm 2005, Giải đua ô tô Công thức 1 Canada là chặng đua Công thức 1 được xem nhiều nhất trên thế giới. Chặng đua cũng là sự kiện thể thao được xem nhiều thứ ba trên toàn thế giới sau Super Bowl XXXIX và trận chung kết UEFA Champions League năm đó.
Giải đua ô tô Công thức 1 Canada đã bị hủy năm 2020 và 2021 do đại dịch COVID-19. Sau khi bị hủy bỏ vào năm 2021, hợp đồng với chặng đua được gia hạn đến năm 2031.

## Lịch sử

### Công thức 1

#### Mosport Park và Mont-Tremblant
Giải đua ô tô Công thức 1 Canada lần đầu tiên được tổ chức vào mùa giải năm 1967 tại Mosport Park, cách Toronto khoảng 100 km về phía đông. Trước đó, các cuộc đua xe thể thao, còn được biết đến với tên gọi Giải đua ô tô Canada đã diễn ra ở đó. Vào những năm 1968 và 1970, Giải đua ô tô Công thức 1 Canada diễn ra trên trường đua Mont-Tremblant gần thị trấn Saint-Jovite thuộc tỉnh Québec. Mosport Park là địa điểm tổ chức Giải đua ô tô Công thức 1 Canada vào năm 1969 và từ năm 1971 đến năm 1977.

#### Montréal
Từ năm 1978 cho đến nay, Giải đua ô tô Công thức 1 Canada được tổ chức tại Trường đua Gilles Villeneuve (hay còn được gọi là Trường đua đảo Notre-Dame cho đến năm 1981) ở Montréal.
Alain Prost đã giành chiến thắng trong chặng đua năm 1993 trong khi giữ vững một cuộc đua đầy tinh thần từ Senna, và để đối phó với thảm kịch ở Imola, đường cong tốc độ cao Droit du Casino đã bị đổi thành một khúc cua vào năm 1994. Tay đua người Đức Michael Schumacher đã giành chiến thắng trong chặng đua năm 1994. Jean Alesi của Ferrari đã giành chiến thắng trong chặng đua năm 1995 và đó là chiến thắng duy nhất trong sự nghiệp của ông.
Vào năm 1996, khúc cua Casino đã bị loại bỏ và hình dáng trường đua được thay đổi. Tay đua người Anh Damon Hill đã giành chiến thắng chặng đua năm 1996 và chặng đua năm 1997 bị dừng sớm vì một vụ va chạm của Olivier Panis. Panis phải ngồi ngoài 9 chặng đua và một số người coi đây là bước ngoặt trong sự nghiệp của tay đua từng giành chiến thắng Giải đua ô tô Công thức 1 Monaco 1996. Michael Schumacher giành chiến thắng vang dội với Ferrari trong các chặng đua từ năm 1997 đến năm 2004 (trừ năm 1999 và 2001). Mika Häkkinen giành chiến thắng chặng đua năm 1999 và vào những năm 2001 và 2003, hai anh em nhà Schumacher, Michael và Ralf Schumacher, lần đầu tiên về đích ở hai vị trí đầu tiên trong lịch sử Công thức 1.
Tay đua tân binh Lewis Hamilton giành chiến thắng chặng đua năm 2007. Cũng trong chặng đua đó, Robert Kubica đã có một vụ va chạm kinh hoàng. Kubica đã giành chiến thắng chặng đua vào mùa giải tiếp theo và đó cũng chính là chiến thắng duy nhất của anh trong suốt sự nghiệp Công thức 1.

#### Gián đoạn năm 2009
Giải đua ô tô Công thức 1 Canada không được đưa vào lịch đua của mùa giải Công thức 1 năm 2009 vì người quảng bá Tập đoàn Công thức 1 Bernie Ecclestone đã đưa ra lý do các nhà điều hành đường đua vẫn nợ tiền từ các chặng đua trước đây. Ban tổ chức Giải đua ô tô Công thức 1 Canada không đồng tình nhưng đã thừa nhận rằng có những quan điểm khác nhau về mức độ nghĩa vụ của họ. Các nỗ lực giải cứu liên quan đến thành phố Montréal và chính phủ Canada cuối cùng đã thất bại vì họ đã không thể thống nhất các khoản thanh toán cho các cuộc đua trong tương lai với Ecclestone.

#### 2010-nay
Giải đua ô tô Công thức 1 Canada 2011 là chặng đua Công thức 1 dài nhất từ trước đến nay vì điều kiện thời tiết mưa bão đã trì hoãn cuộc đua hàng giờ. Sau khi nó bắt đầu trở lại tại vòng đua thứ 41, tay đua người Anh Jenson Button đã vượt qua vô số tay đua từ vị trí cuối cùng và bắt kịp người dẫn đầu đoàn đua, tay đua người Đức Sebastian Vettel. Vettel có một màn trình diễn đầy thống trị trong Giải đua ô tô Công thức 1 Canada 2013 với Red Bull, nhưng đây cũng là nơi chứng kiến trường hợp tử vong đầu tiên liên quan đến Công thức 1 sau 12 năm khi một nhân viên đường đua 38 tuổi tên Mark Robinson bị một chiếc xe phục hồi cán qua khi các nhân viên đường đua đang tháo chiếc xe Sauber của Esteban Gutiérrez đã lao vào hàng rào trong giai đoạn cuối cùng của chặng đua. Robinson qua đời sau đó trong bệnh viện và trở thành người đầu tiên tử vong trên một trường đua Công thức 1 kể từ cái chết của nhân viên đường đua Graham Beveridge tại Giải đua ô tô Công thức 1 Úc 2001.

## Kết quả theo năm
Nền màu hồng biểu thị một sự kiện không thuộc Giải đua xe Công thức 1.

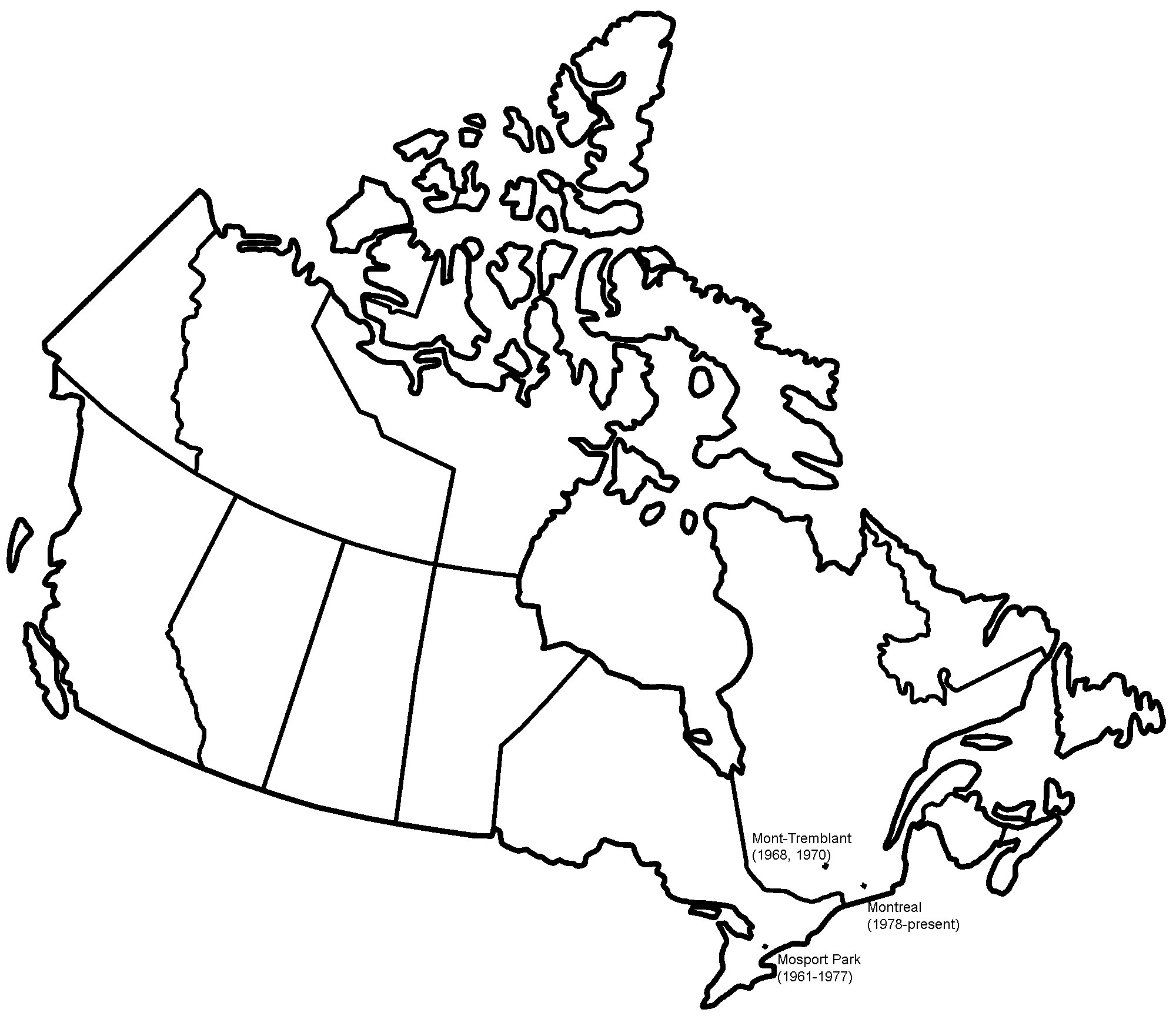
Bản đồ của tất cả các địa điểm tổ chức Giải đua ô tô Công thức 1 Canada.

| Năm         | Tay đua                                                   | Đội đua                                                   | Địa điểm                                                  | Chi tiết                                                  |
| ----------- | --------------------------------------------------------- | --------------------------------------------------------- | --------------------------------------------------------- | --------------------------------------------------------- |
| 1961        | Peter Ryan                                                | Lotus-Climax                                              | Mosport Park                                              | Chi tiết                                                  |
| 1962        | Masten Gregory                                            | Lotus-Climax                                              | Mosport Park                                              | Chi tiết                                                  |
| 1963        | Pedro Rodríguez                                           | Ferrari                                                   | Mosport Park                                              | Chi tiết                                                  |
| 1964        | Pedro Rodríguez                                           | Ferrari                                                   | Mosport Park                                              | Chi tiết                                                  |
| 1965        | Jim Hall                                                  | Chaparral-Chevrolet                                       | Mosport Park                                              | Chi tiết                                                  |
| 1966        | Mark Donohue                                              | Lola-Chevrolet                                            | Mosport Park                                              | Chi tiết                                                  |
| 1967        | Jack Brabham                                              | Brabham-Repco                                             | Mosport Park                                              | Chi tiết                                                  |
| 1968        | Denny Hulme                                               | McLaren-Ford                                              | Mont-Tremblant                                            | Chi tiết                                                  |
| 1969        | Jacky Ickx                                                | Brabham-Ford                                              | Mosport Park                                              | Chi tiết                                                  |
| 1970        | Jacky Ickx                                                | Ferrari                                                   | Mont-Tremblant                                            | Chi tiết                                                  |
| 1971        | Jackie Stewart                                            | Tyrrell-Ford                                              | Mosport Park                                              | Chi tiết                                                  |
| 1972        | Jackie Stewart                                            | Tyrrell-Ford                                              | Mosport Park                                              | Chi tiết                                                  |
| 1973        | Peter Revson                                              | McLaren-Ford                                              | Mosport Park                                              | Chi tiết                                                  |
| 1974        | Emerson Fittipaldi                                        | McLaren-Ford                                              | Mosport Park                                              | Chi tiết                                                  |
| 1975        | Không tổ chức                                             | Không tổ chức                                             | Không tổ chức                                             | Không tổ chức                                             |
| 1976        | James Hunt                                                | McLaren-Ford                                              | Mosport Park                                              | Chi tiết                                                  |
| 1977        | Jody Scheckter                                            | Wolf-Ford                                                 | Mosport Park                                              | Chi tiết                                                  |
| 1978        | Gilles Villeneuve                                         | Ferrari                                                   | Trường đua Đảo Notre-Dame                                 | Chi tiết                                                  |
| 1979        | Alan Jones                                                | Williams-Ford                                             | Trường đua Đảo Notre-Dame                                 | Chi tiết                                                  |
| 1980        | Alan Jones                                                | Williams-Ford                                             | Trường đua Đảo Notre-Dame                                 | Chi tiết                                                  |
| 1981        | Jacques Laffite                                           | Ligier-Matra                                              | Trường đua Đảo Notre-Dame                                 | Chi tiết                                                  |
| 1982        | Nelson Piquet                                             | Brabham-BMW                                               | Trường đua Gilles Villeneuve                              | Chi tiết                                                  |
| 1983        | René Arnoux                                               | Ferrari                                                   | Trường đua Gilles Villeneuve                              | Chi tiết                                                  |
| 1984        | Nelson Piquet                                             | Brabham-BMW                                               | Trường đua Gilles Villeneuve                              | Chi tiết                                                  |
| 1985        | Michele Alboreto                                          | Ferrari                                                   | Trường đua Gilles Villeneuve                              | Chi tiết                                                  |
| 1986        | Nigel Mansell                                             | Williams-Honda                                            | Trường đua Gilles Villeneuve                              | Chi tiết                                                  |
| 1987        | Không tổ chức do tranh chấp tài trợ giữa Labatt và Molson | Không tổ chức do tranh chấp tài trợ giữa Labatt và Molson | Không tổ chức do tranh chấp tài trợ giữa Labatt và Molson | Không tổ chức do tranh chấp tài trợ giữa Labatt và Molson |
| 1988        | Ayrton Senna                                              | McLaren-Honda                                             | Trường đua Gilles Villeneuve                              | Chi tiết                                                  |
| 1989        | Thierry Boutsen                                           | Williams-Renault                                          | Trường đua Gilles Villeneuve                              | Chi tiết                                                  |
| 1990        | Ayrton Senna                                              | McLaren-Honda                                             | Trường đua Gilles Villeneuve                              | Chi tiết                                                  |
| 1991        | Nelson Piquet                                             | Benetton-Ford                                             | Trường đua Gilles Villeneuve                              | Chi tiết                                                  |
| 1992        | Gerhard Berger                                            | McLaren-Honda                                             | Trường đua Gilles Villeneuve                              | Chi tiết                                                  |
| 1993        | Alain Prost                                               | Williams-Renault                                          | Trường đua Gilles Villeneuve                              | Chi tiết                                                  |
| 1994        | Michael Schumacher                                        | Benetton-Ford                                             | Trường đua Gilles Villeneuve                              | Chi tiết                                                  |
| 1995        | Jean Alesi                                                | Ferrari                                                   | Trường đua Gilles Villeneuve                              | Chi tiết                                                  |
| 1996        | Damon Hill                                                | Williams-Renault                                          | Trường đua Gilles Villeneuve                              | Chi tiết                                                  |
| 1997        | Michael Schumacher                                        | Ferrari                                                   | Trường đua Gilles Villeneuve                              | Chi tiết                                                  |
| 1998        | Michael Schumacher                                        | Ferrari                                                   | Trường đua Gilles Villeneuve                              | Chi tiết                                                  |
| 1999        | Mika Häkkinen                                             | McLaren-Mercedes                                          | Trường đua Gilles Villeneuve                              | Chi tiết                                                  |
| 2000        | Michael Schumacher                                        | Ferrari                                                   | Trường đua Gilles Villeneuve                              | Chi tiết                                                  |
| 2001        | Ralf Schumacher                                           | Williams-BMW                                              | Trường đua Gilles Villeneuve                              | Chi tiết                                                  |
| 2002        | Michael Schumacher                                        | Ferrari                                                   | Trường đua Gilles Villeneuve                              | Chi tiết                                                  |
| 2003        | Michael Schumacher                                        | Ferrari                                                   | Trường đua Gilles Villeneuve                              | Chi tiết                                                  |
| 2004        | Michael Schumacher                                        | Ferrari                                                   | Trường đua Gilles Villeneuve                              | Chi tiết                                                  |
| 2005        | Kimi Räikkönen                                            | McLaren-Mercedes                                          | Trường đua Gilles Villeneuve                              | Chi tiết                                                  |
| 2006        | Fernando Alonso                                           | Renault                                                   | Trường đua Gilles Villeneuve                              | Chi tiết                                                  |
| 2007        | Lewis Hamilton                                            | McLaren-Mercedes                                          | Trường đua Gilles Villeneuve                              | Chi tiết                                                  |
| 2008        | Robert Kubica                                             | BMW Sauber                                                | Trường đua Gilles Villeneuve                              | Chi tiết                                                  |
| 2009        | Không tổ chức                                             | Không tổ chức                                             | Không tổ chức                                             | Không tổ chức                                             |
| 2010        | Lewis Hamilton                                            | McLaren-Mercedes                                          | Trường đua Gilles Villeneuve                              | Chi tiết                                                  |
| 2011        | Jenson Button                                             | McLaren-Mercedes                                          | Trường đua Gilles Villeneuve                              | Chi tiết                                                  |
| 2012        | Lewis Hamilton                                            | McLaren-Mercedes                                          | Trường đua Gilles Villeneuve                              | Chi tiết                                                  |
| 2013        | Sebastian Vettel                                          | Red Bull-Renault                                          | Trường đua Gilles Villeneuve                              | Chi tiết                                                  |
| 2014        | Daniel Ricciardo                                          | Red Bull-Renault                                          | Trường đua Gilles Villeneuve                              | Chi tiết                                                  |
| 2015        | Lewis Hamilton                                            | Mercedes                                                  | Trường đua Gilles Villeneuve                              | Chi tiết                                                  |
| 2016        | Lewis Hamilton                                            | Mercedes                                                  | Trường đua Gilles Villeneuve                              | Chi tiết                                                  |
| 2017        | Lewis Hamilton                                            | Mercedes                                                  | Trường đua Gilles Villeneuve                              | Chi tiết                                                  |
| 2018        | Sebastian Vettel                                          | Ferrari                                                   | Trường đua Gilles Villeneuve                              | Chi tiết                                                  |
| 2019        | Lewis Hamilton                                            | Mercedes                                                  | Trường đua Gilles Villeneuve                              | Chi tiết                                                  |
| 2020 – 2021 | Không tổ chức vì đại dịch COVID-19                        | Không tổ chức vì đại dịch COVID-19                        | Không tổ chức vì đại dịch COVID-19                        | Không tổ chức vì đại dịch COVID-19                        |
| 2022        | Max Verstappen                                            | Red Bull-RBPT                                             | Trường đua Gilles Villeneuve                              | Chi tiết                                                  |
| 2023        | Max Verstappen                                            | Red Bull-Honda RBPT                                       | Trường đua Gilles Villeneuve                              | Chi tiết                                                  |
| 2024        | Max Verstappen                                            | Red Bull-Honda RBPT                                       | Trường đua Gilles Villeneuve                              | Chi tiết                                                  |